# Gallatin School of Individualized Study
Pour les articles homonymes, voir Gallatin.

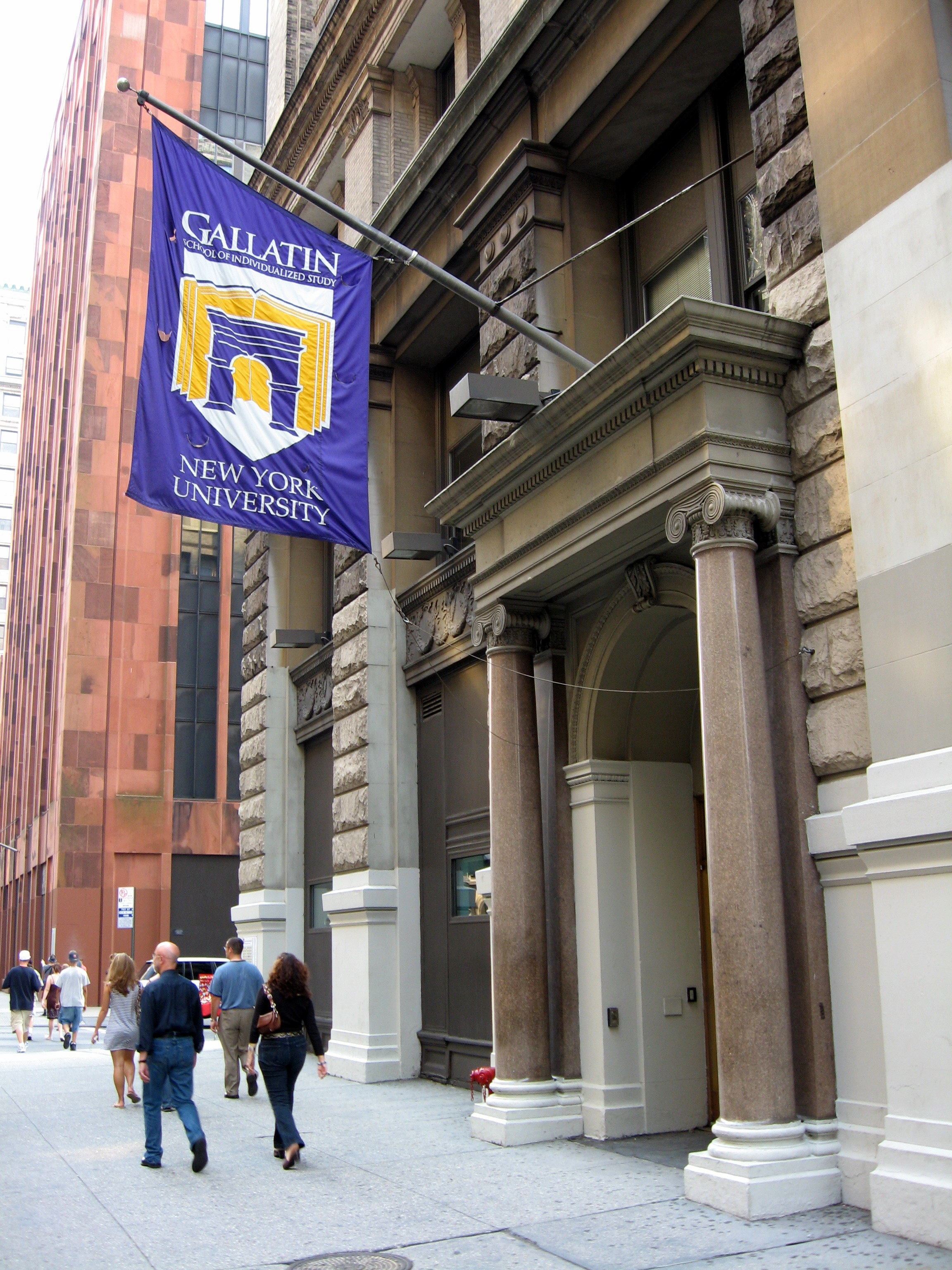
Une des entrées de la Gallatin School

La Gallatin School of Individualized Study (connue aussi sous le nom de Gallatin) est un établissement d'enseignement supérieur de l'université de New York (New York University, ou NYU). Fondée en 1972, elle a été baptisée en l'honneur d'Albert Gallatin, secrétaire américain du Trésor sous la présidence de Thomas Jefferson, et l'un des pères fondateurs de l'université de New York. Elle compte actuellement 1 400 étudiants.

## Professeurs célèbres
- George Shulman
- Brad Lewis
- John Sexton

## Étudiants célèbres
- Midori Goto
- Christy Turlington
- Griffin Frazen
- Anne Hathaway
- Kaki King
- Cole Sprouse
- Dylan Sprouse